# Хронична артериална недостатъчност на крайниците
Хронична артериална недостатъчност на крайниците (ХАНК) е хроничен недостиг на кръв, доставяна от артериите към даден крайник поради запушване или стеснение на артерията или някой клон на тази артерия. Причината за тези запушвания или стеснения могат да са вродени аномалии в артериалния съд, аневризма на съда, автоимунно възпаление на съда и др., но най-честата причина е атеросклерозата. Засягането на артериите на крайниците под формата на ХАНК е една от петте най-често срещани форми на атеросклероза. Другите и форми са засягане и стеснение на артериите на сърцето (стабилна ангина пекторис, нестабилна ангина пекторис, миокарден инфаркт), артериите на главния мозък (ЛНМК, ПНМК, исхемичен инсулт), артериите на бъбреците и тези на мезентериума.
Хроничната артериална недостатъчност на крайниците, дължаща се на атеросклероза, засяга мъже в зряла възраст, а когато се срещне при млади мъже, обикновено се дължи на заболяването облитериращ тромбангит (болест на Бюргер). ХАНК не засяга артериите по цялата дължина на крайника, а в точно определен изолиран сегмент. ХАНК на долния крайник е по-честата форма и може да засегне изолирано артериите в областта на таза (илиачна), в областта на бедрото (феморална), зад коляното (поплитеална) и тези на подбедрицата (крурална) или комбинация от тях.

## Стадии
ХАНК има четири стадия в развитието си, в зависимост от субективните симптоми на пациента, отчетливостта на пулса, периферното артериално налягане в крайника, измерено посредством доплерова сонография и трофичните промени в него.
1. Латентен стадий – промени в съдовете могат да се открият при изследване, но пациентът няма никакви оплаквания.
2. Компенсиран стадий – появява се болка в крайника, която се провокира само при ходене и изчезва след спиране. Дължи се на това, че при ходенето необходимостта от разход на кръв от мускулите нараства и става несъответстващ с намаления, вследствие на стеснението, кръвен приток. Периферното артериално налягане е над 60 мм Hg.
3. Декомпенсиран стадий – промените в съда са прогресирали и кръвотокът става недостатъчен дори и за ненатоварен с физически усилия крак. Ето защо болката започва да се появява и в покой. Периферното артериално налягане е под 50 mm Hg.
4. 4А стадий – следствие на хроничния недостиг на кръв, в най-периферните части на крайника (пръстите) се появяват малки трофични промени – опадане на космите, начупване на ноктите, малки черни точки от некротична тъкан.

4Б стадий – появяват се големи трофични промени: гангрена на цели пръсти или крайници.

## Диагностика на ХАНК
Специалистите, които се занимават с най-ранната диагностика и удачно лечение на това заболяване са съдовите хирурзи и ангиолози. Такива могат да се открият обикновено в отделенията по съдова хирургия към университетските клиники в страната. Изследванията, които ще ви проведат, са безвредни и безболезнени – такива като измерване на пулса на крайника, прослушване на съдовете с медицинска слушалка, ехография на артериите, кръвна картина.

## Лечение
След поставяне на диагнозата лечението зависи от стадия на заболяването и неговата първопричина. Във втори стадий (компенсиран) то е амбулаторно. Състои се в приемане на медикаменти, повлияващи кръвоносните съдове и умерени тренировки на крайника чрез ходене, което подпомага развитието на колатерали (естествени байпаси) около запушването. В напредналите стадии лечението се провежда с периодични хоспитализации и е нехирургично и хирургично. При нехирургичното се прилагат същите медикаменти плюс обезболяващи – вече вътресъдово, с цел да се прекрати моментната криза по най-бързия начин и да се запази храненето на крайника. При хирургичното лечение се оперира увредения кръвоносен съд, с цел да се преодолее блокажа. Най-честите оперативни техники са тромбоендартеректомия (ТЕА), байпас или перкутанна транслуменна ангиопластика (ПТА).